# Nicarágua nos Jogos Paralímpicos
A Nicarágua participou pela primeira vez dos Jogos Paralímpicos em 2004. Por outro lado, o país nunca participou de uma edição dos Jogos Paralímpicos de Inverno.